# معان، حماة
معان (به عربی: معان) یک روستا در سوریه است که در استان حماه واقع شده‌است. معان ۱٬۵۶۱ نفر جمعیت دارد.